# Liparis clareae
Liparis clareae är en orkidéart som beskrevs av Johan Hermans. Liparis clareae ingår i släktet gulyxnen, och familjen orkidéer.

## Underarter
Arten delas in i följande underarter:
- L. c. angustifolia
- L. c. clareae